# Ekstra Weekend
Ekstra Weekend was een radioprogramma van de NPS en later de NTR dat van 1 september 2006 tot en met 13 december 2013 elke vrijdag werd uitgezonden tussen 19:00 en 22:00 uur op 3FM.

## Ontstaan
Het programma was de opvolger van het programma Lantinga & Swijnenberg en liep sinds het vertrek van Wouter van der Goes van 3FM naar Q-Music. Na Van der Goes' vertrek namen Coen Swijnenberg en Sander Lantinga diens programmatijd in de middag over met de Coen en Sander Show. Zodoende ontstond er een vrij tijdslot op de vrijdagavond, dat werd opgevuld door Ekstra Weekend. Vanaf 6 maart 2009 was Ekstra Weekend ook op televisie te volgen via het digitale kanaal 101 TV. Sinds 2011 is er een app beschikbaar voor Android en iOS met daarin vaak gebruikte fragmenten en geluiden uit het programma.
De presentatie was in handen van Gerard Ekdom (hiervoor ingehuurd door de NTR) en Michiel Veenstra. De naam 'Ekstra' is een samentrekking van de achternamen van de twee dj's. Gedurende het programma was de producer ook af en toe te horen. Domien Verschuuren heeft de eerste 62 afleveringen als producer van de show gewerkt. Vanaf 4 januari 2008 werd hij vervangen door Tjitse Leemhuis (als Tjibbe Tjibsma).

## Programmaformat
Het programma was een mix van muziek en gesprekken tussen de diskjockeys en andere aanwezigen in de studio in een kolderieke en melige sfeer. Het programmaformat leek op Curry en Van Inkel, dat van 12 oktober 1984 t/m 16 oktober 1987 op hetzelfde tijdstip (tussen 19:00 en 22:00 uur op de vrijdagavond) door Veronica werd uitgezonden op Hilversum 3 en vanaf 6 december 1985 op vanaf dan Radio 3. Ekdom en Veenstra hebben later ook in diverse interviews aangegeven dat veel items uit diens show zijn overgenomen. De uuropener van het programma werd hoe langer het programma liep een soort hoorspel dat werd ingesproken door de stationvoices van 3FM: eerst Edwin Diergaarde en later een 'dronken' Eric Corton. In het programma konden luisteraars bellen of via andere media als Twitter of sms hun mening geven. Ook konden luisteraars deelnemen aan verschillende spelletjes, zoals 'De Voicelift' (waarbij een stem van een BN'er was vervormd en de luisteraar moest raden wie dit was) of 'Het Geheime Woord' (waarbij de luisteraar een telefoongesprek met een kennis moest voeren en diegene een bepaald woord moest laten zeggen). Verder was er een brievenbusitem waarbij de ingekomen post werd voorgelezen. Het weerbericht werd meestal op een onverstaanbare manier uitgesproken. Soms werden Duitstalige faxen op schreeuwerige wijze voorgelezen door Gerard Ekdom. De radio-uitzending werd tweemaal per uitzending onderbroken door de STER-reclame en het nieuws. Op 101 TV en op de webcam liep het programma dan gewoon door en deze tijd werd dan door de dj's volgepraat of spraken ze verder met de gast. Dit stond bekend als de backstage en werd aangekondigd door de 'backstage-bumper'.
De verschillende programmaonderdelen werden met gebruik van geluidseffecten en jingles ondersteund. Meestal was er ook een gast in het programma die vijf vragen beantwoordde uit een lijst met 50 vragen ('De Vijf Vragen'), en iets uit het raam van de studio mocht gooien ('Uit Het Raam'). Later werd er zelfs een 'Uit Het Raam Lawaai-klassement' bijgehouden waarbij het geluidsniveau van de klap werd gemeten. De muziek was van het populaire genre en daarnaast werd er ook elke vrijdagavond om 2 platen over 9 een mix van DJ Sandstorm uitgezonden waarin ongeveer 5 nummers verwerkt waren. Dit item was overgenomen van de Minimix bij Curry en Van Inkel. In februari 2013 werd de 'artiest van de dag' geïntroduceerd; elke aflevering werd een artiest of band uitgelicht door het draaien van enkele van diens nummers.

## AVRO's Gouden RadioRing
Op 2 oktober 2009 en 1 oktober 2010 werd Ekstra Weekend genomineerd voor De Gouden RadioRing maar won de prijs niet. Op 1 december 2011 won het programma De Gouden RadioRing alsnog.

## Einde
Op 1 november 2013 maakten Ekdom en Veenstra in de uitzending bekend op 13 december van dat jaar te zullen stoppen met het radioprogramma. Tegelijkertijd werd op 3fm.nl bekendgemaakt dat het programma opgevolgd zou worden door een programma dat gepresenteerd zou worden door Timur Perlin.

## Populariteit
Rondom 50 jaar 3FM konden de luisteraars stemmen op een longlist van programma's die nu nog op de radio zijn bij 3FM of ooit op Hilversum 3/Radio 3/3FM is geweest. Daarin werd Ekstra Weekend verkozen tot nummer twee van Top 50 jaar 3FM. Alleen NPO 3FM Serious Request moesten zij voor zich dulden.